# Road America
Le Road America est un circuit de sports mécaniques de type routier situé près d'Elkhart Lake, dans l'État du Wisconsin aux États-Unis.
Long de 6,515 km, il accueille, entre autres, des épreuves de NASCAR Xfinity Series, d'American Le Mans Series et de Grand-Am. Le Grand Prix automobile d'Elkhart Lake de Champ Car avait lieu sur ce circuit.
Le circuit a refait son apparition en IndyCar Series dès 2016 et en NASCAR Cup Series dès 2021.

## Circuit actuel et annexes
Le circuit « Road America » est un circuit routier permanent. Il se situe à mi-distance entre les villes de Milwaukee et de Green Bay sur un terrain de 640 acres (2,5899881088 km2) près de Kettle Moraine Scenic Drive (en). Il possède l'agréation FIA grade 2 (en). Il accueille des courses depuis le mois de septembre 1955 et 400 évènements s'y déroule actuellement chaque année.
Parmi ces évènements, on compte neuf week-ends majeurs ouverts au public permettant d'assister entre autres à des courses de MotoAmerica (AMA FIM), de voiture vintage, des Sports Car Club of America (SCCA), des United Sports Car Racing Series, du Pirelli World Challenge ainsi que des NASCAR Xfinity Series et de Cup Series.
Le « Road America » est l'un des rares circuits routiers au monde à avoir conservé sa configuration d'origine d'une longueur de 4,048 milles (6,515 km) avec 14 virages. La piste présente de nombreux dénivelés, ainsi qu'un long tronçon avant où les vitesses approchent les 320 km/h. L'une des caractéristiques les plus connues du circuit est le 11e virage situé à l'arrière et connu sous le nom de « kink » (le nœud).
Les spectateurs peuvent choisir l'endroit où ils désirent observer la course tout autour du circuit. Des tribunes sont disponibles à plusieurs endroits, ainsi que des sièges permanents à flanc de colline où des foules de plus de 150 000 personnes peuvent être accueillies.

### CTECH Manufacturing Motorplex
En plus du circuit principal, le complexe comprend une piste de karting longue de 0,8 milles (1,3 km) appelée « CTECH Manufacturing Motorplex ».

### Circuit hors piste
Le Motorplex a été construit sur le site d'un ancien circuit hors piste (les véhicules circulent sur la terre) utilisé pour plusieurs courses de SODA Series dans les années 1990. Celle de 1995 fut même retransmise en télévision par ESPN2 avec Marty Reid (en), Ivan Stewart (en) et Jimmie Johnson aux commentaires.
Ce circuit était long de 1,1 milles (1,8 km) avec un dénivelé total de 150 pieds (45,72 m). La piste comportait un saut à l'aveugle surnommé « The Hell Hole » (le trou de l'enfer).

### Tunnel
En fin d'année 2006, les propriétaires du circuit ont débuté la démolition de l'ancien  pont Billy Mitchell afin d'y placer un tunnel qui servirait d'entrée principale vers le paddock. Les travaux se terminent en mai 2007 et inauguré le 31 mai à l'occasion du week-end de compétition en AMA Suzuki Superbike Championship
. Il fait 5 mètres de haut sur 11 mètres de large et possède deux voies de circulation ainsi qu'une allée piétonne de chaque côté. Avec la suppression du pont, une nouvelle zone pour les spectateurs a été créée.

## Palmarès des courses de NASCAR

### NASCAR Cup Series
Il n'y à qu'une seule course de NASCAR Grand National (actuellement NASCAR Cup Series) organisée sur le circuit et elle s'est déroulée en 1956. Néanmoins le circuit accueillera une nouvelle course de cette catégorie en 2021
| Année     | Date                                              | Pilote                                            | Écurie                                            | Manufacturier                                     | Course                                            | Course                                            | Course                                            | Course                                            | Note                                              |
| --------- | ------------------------------------------------- | ------------------------------------------------- | ------------------------------------------------- | ------------------------------------------------- | ------------------------------------------------- | ------------------------------------------------- | ------------------------------------------------- | ------------------------------------------------- | ------------------------------------------------- |
| Année     | Date                                              | Pilote                                            | Écurie                                            | Manufacturier                                     | Tours                                             | Miles (km)                                        | Durée                                             | Moyenne (miles/hr)                                | Note                                              |
| 1956      | 12 août                                           | Tim Flock                                         | Bill Stroppe                                      | Mercury                                           | 63                                                | 258,3 (415,693)                                   | 3 h 29 min 50 s                                   | 73,858                                            | [ 7 ]                                             |
| 1957–2020 | Course de Cup Series non organisée sur le circuit | Course de Cup Series non organisée sur le circuit | Course de Cup Series non organisée sur le circuit | Course de Cup Series non organisée sur le circuit | Course de Cup Series non organisée sur le circuit | Course de Cup Series non organisée sur le circuit | Course de Cup Series non organisée sur le circuit | Course de Cup Series non organisée sur le circuit | Course de Cup Series non organisée sur le circuit |
| 2021      | 4 juillet                                         | Chase Elliott                                     | Hendrick Motorsports                              | Chevrolet                                         | 62                                                | 250,48 (403,131)                                  | 2 h 54 min 33 s                                   | 86,271                                            | [ 8 ]                                             |
| 2022      | 3 juillet                                         | Tyler Reddick                                     | Richard Childress Racing                          | Chevrolet                                         | 32                                                | 250,48 (403,131)                                  | 2 h 35 min 51 s                                   | 96,622                                            |                                                   |

### NASCAR Xfinity Series
Le 21 décembre 2009, la NASCAR annonce qu'au vu de la situation incertaine quant à l'organisation d'une course au Wisconsin State Fair Park (en) et à la suite de l'annulation des courses se tenant habituellement au Milwaukee Mile, elle a décidé de déplacer sa course d'Xfinity vers le circuit de Road America, la nouvelle course étant dénommée l'Henry 180 (en). La première course a lieu le 19 juin 2010 et est remportée par Carl Edwards. En 2015, la course se déroule en fin du mois d'août à l'occasion d'une semaine de repos en Cup Series.
| Année | Date      | Pilote               | Écurie                   | Manufacturier | Course | Course            | Course          | Course             | Note       |
| ----- | --------- | -------------------- | ------------------------ | ------------- | ------ | ----------------- | --------------- | ------------------ | ---------- |
| Année | Date      | Pilote               | Écurie                   | Manufacturier | Tours  | Miles (km)        | Durée           | Moyenne (miles/hr) | Note       |
| 2010  | 19 juin   | Carl Edwards         | Roush Fenway Racing      | Ford          | 50     | 202,4 (325,731)   | 2 h 57 min 17 s | 68,501             |            |
| 2011  | 25 juin   | Reed Sorenson        | Turner Motorsports       | Chevrolet     | 57     | 230,736 (371,333) | 2 h 55 min 24 s | 78,929             | [ Note 1 ] |
| 2012  | 23 juin   | Nelson Angelo Piquet | Turner Motorsports       | Chevrolet     | 50     | 202,4 (325,731)   | 2 h 22 min 35 s | 85,171             |            |
| 2013  | 22 juin   | A.J. Allmendinger    | Team Penske              | Ford          | 55     | 222,64 (356,224)  | 2 h 58 min 50 s | 74,697             | [ Note 2 ] |
| 2014  | 21 juin   | Brendan Gaughan      | Richard Childress Racing | Chevrolet     | 53     | 214,544 (345,275) | 2 h 48 min 3 s  | 76,6               | [ Note 3 ] |
| 2015  | 29 août   | Paul Menard          | Richard Childress Racing | Chevrolet     | 45     | 182,16 (293,158)  | 2 h 20 min 21 s | 77,874             |            |
| 2016  | 27 août   | Michael McDowell     | Richard Childress Racing | Chevrolet     | 48     | 194,304 (312,702) | 2 h 36 min 20 s | 74,573             | [ Note 3 ] |
| 2017  | 27 août   | Jeremy Clements      | Jeremy Clements Racing   | Chevrolet     | 45     | 182,16 (293,158)  | 2 h 12 min 53 s | 82,25              |            |
| 2018  | 25 août   | Justin Allgaier      | JR Motorsports           | Chevrolet     | 45     | 182,20 (293,222)  | 2 h 23 min 57 s | 75,926             |            |
| 2019  | 24 août   | Christopher Bell     | Joe Gibbs Racing         | Toyota        | 45     | 182,20 (293,222)  | 2 h 11 min 38 s | 83,031             |            |
| 2020  | 8 août    | Austin Cindric       | Team Penske              | Ford          | 45     | 182,20 (293,222)  | 2 h 30 min 1 s  | 82,120             |            |
| 2021  | 3 juillet | Kyle Busch           | Joe Gibbs Racing         | Toyota        | 45     | 182,20 (293,222)  | 2 h 25 min 47 s | 74,972             |            |
| 2022  | 2 juillet | Ty Gibbs             | Team Penske              | Ford          | 48*    | 194,304 (312,702) | 2 h 36 min 14 s | 74,621             | [ Note 3 ] |

Notes :
1. ↑  Course allongée à la suite de trois drapeaux jaunes consécutifs dans les derniers tours (green–white–checker finish (en)).
2. ↑  Course allongée à la suite de deux drapeaux jaunes consécutifs dans les derniers tours (green–white–checker finish (en))
3. 1 2 3  Course allongée à la suite d'un drapeau jaune dans les derniers tours (green–white–checker finish (en))

## Liste des accidents mortels
| Nom                | Date              | Qualité | Championnat                                                                   | Compétition                                                   |
| ------------------ | ----------------- | ------- | ----------------------------------------------------------------------------- | ------------------------------------------------------------- |
| Tom Friedman       | 18 septembre 1955 | Pilote  | SCCA                                                                          |                                                               |
| Charlie Henry      | 9 septembre 1961  | Pilote  | SCCA National                                                                 |                                                               |
| A. Brooke Kinnard  | 19 juin 1965      | Pilote  | SCCA National                                                                 | June Sprints, 60-mile race for Class F, G & H Production cars |
| James Hartman      | 19 juin 1966      | Pilote  | SCCA                                                                          | Annual June Sprints of Road America (Triumph TR3)             |
| Don Skogmo         | 2 septembre 1966  | Pilote  | United States Road Racing Championship                                        | Road America 500 (Lola T70)                                   |
| Steve Backenkeller | 21 juin 1970      | Pilote  | Formule Vee                                                                   | Sports Car Club of America June Sprints at Elkhart Lake       |
| Jerry Titus        | 5 août 1970       | Pilote  | Trans-Am Series                                                               | (Pontiac Firebird)                                            |
| Randy Niese        | 12 août 1995      | Pilote  | École de pilotage                                                             | Skip Barber Racing School                                     |
| Mary Wollesen      | 22 juin 1997      | Pilote  | Sports Car Club of America Central Division National Championship - GT5 Class | 42nd June Sprints (Austin Mini Cooper)                        |
| Robert Kasik       | 28 juillet 2002   | Pilote  | SCCA National                                                                 | (Chevrolet Camaro)                                            |
| Robert Horn        | 9 juin 2006       | Pilote  | Journée circuit                                                               | (Yamaha R1)                                                   |
| Adam Schatz        | 19 juillet 2008   | Pilote  | Championship Enduro Series - TaG                                              | Road America Super Nationals (karting)                        |
| Surjit Hermon      | 19 septembre 2008 | Pilote  | Vintage Sports Car Drivers Association                                        | Elkhart Lake Vintage Festival Races                           |
| Tom Thrash         | 20 juin 2009      | Pilote  | Sports Car Club of America club racing - Chicago Region                       | (Mazda RX-7)                                                  |
| Bill Grant         | 12 juillet 2009   | Pilote  | Dunlop Tire Road Racing Series - 100 cm3 Pipe Medium class                    | WKA Zoom Zoom Nationals (karting)                             |
| Mike Proffitt      | 9 juin 2013       | Pilote  | American Historic Racing Motorcycle Association Road Race Series              | Road America Vintage Motorcycle Classic                       |

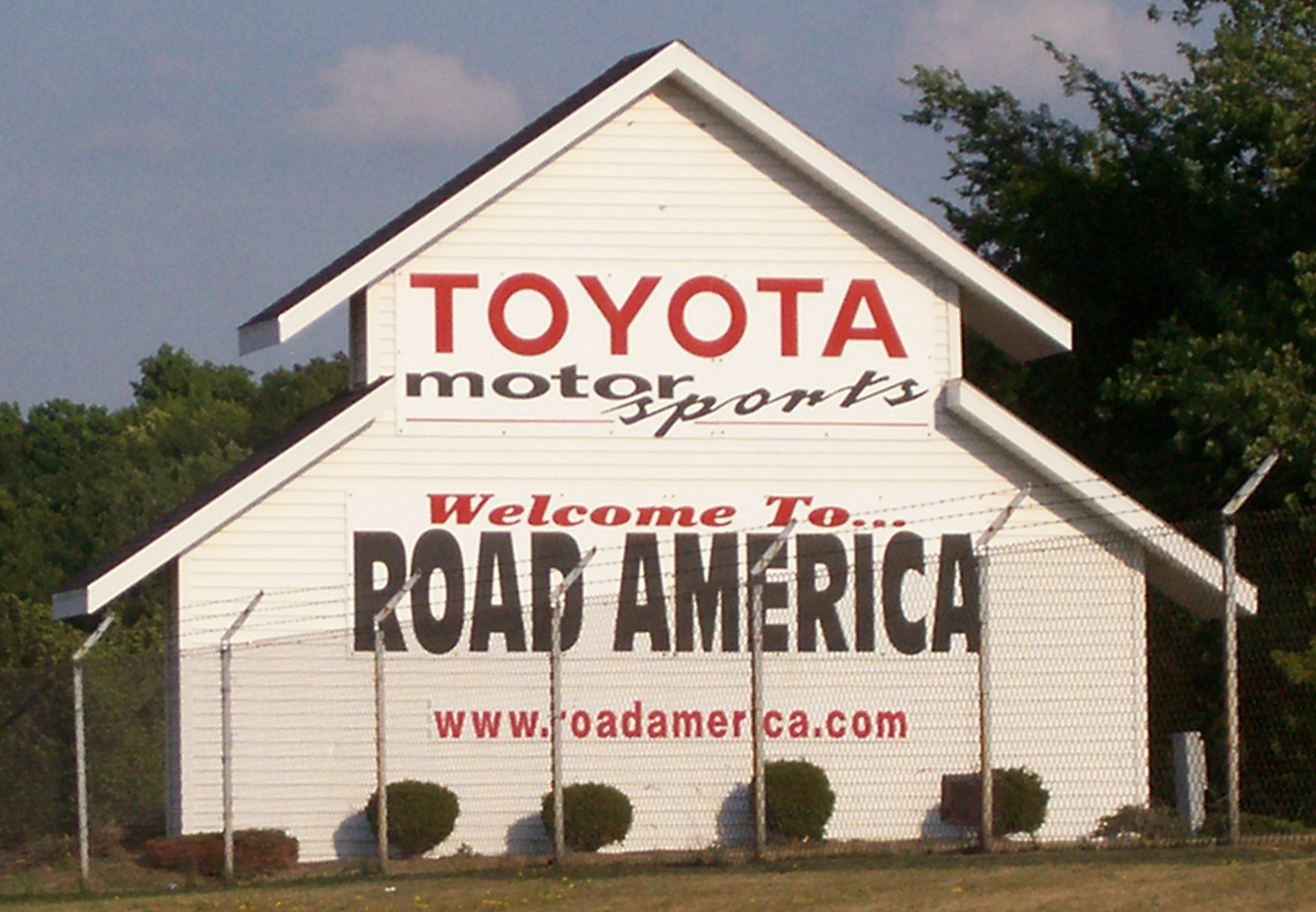
L'entrée
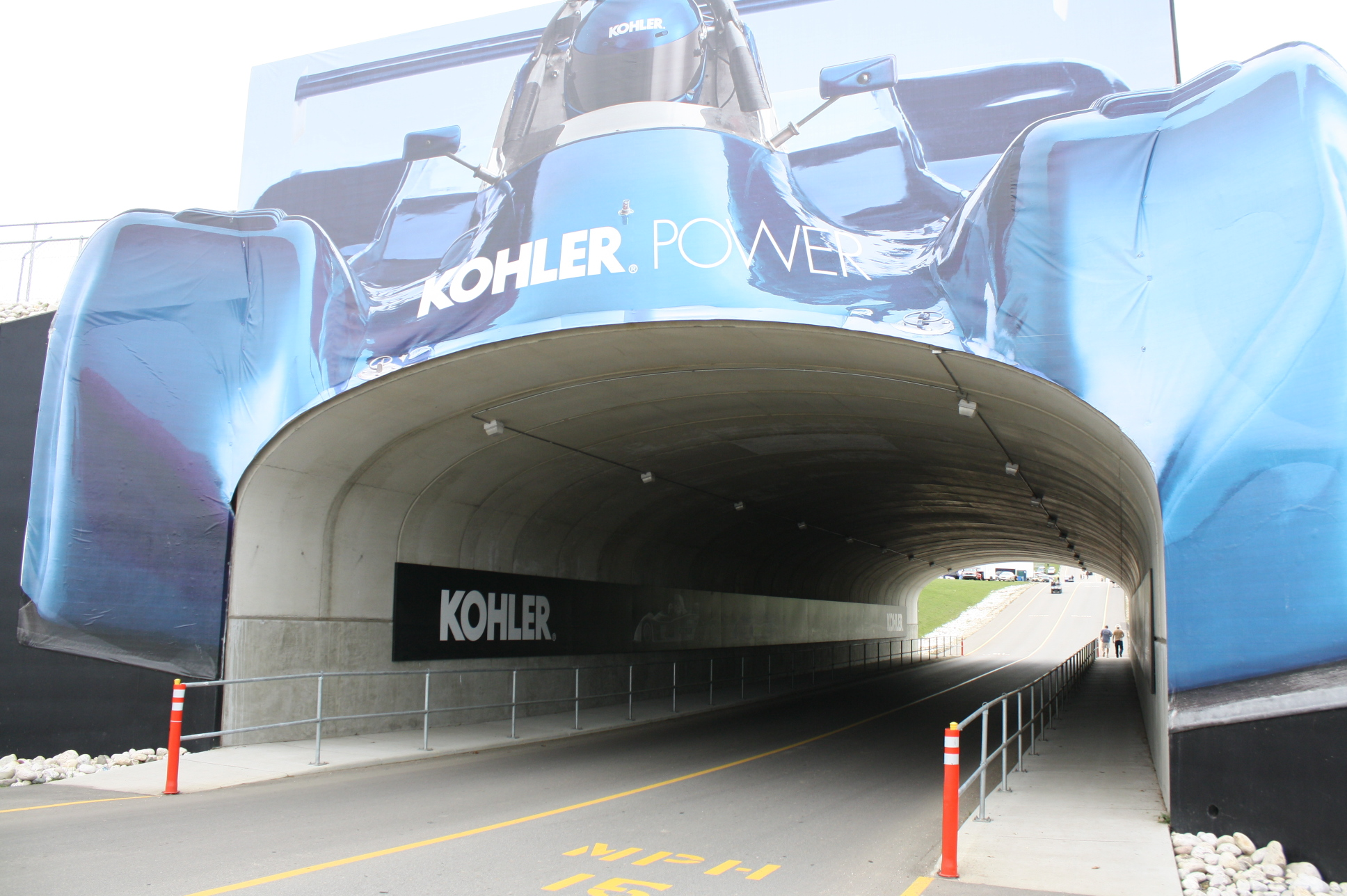
Le tunnel du paddock
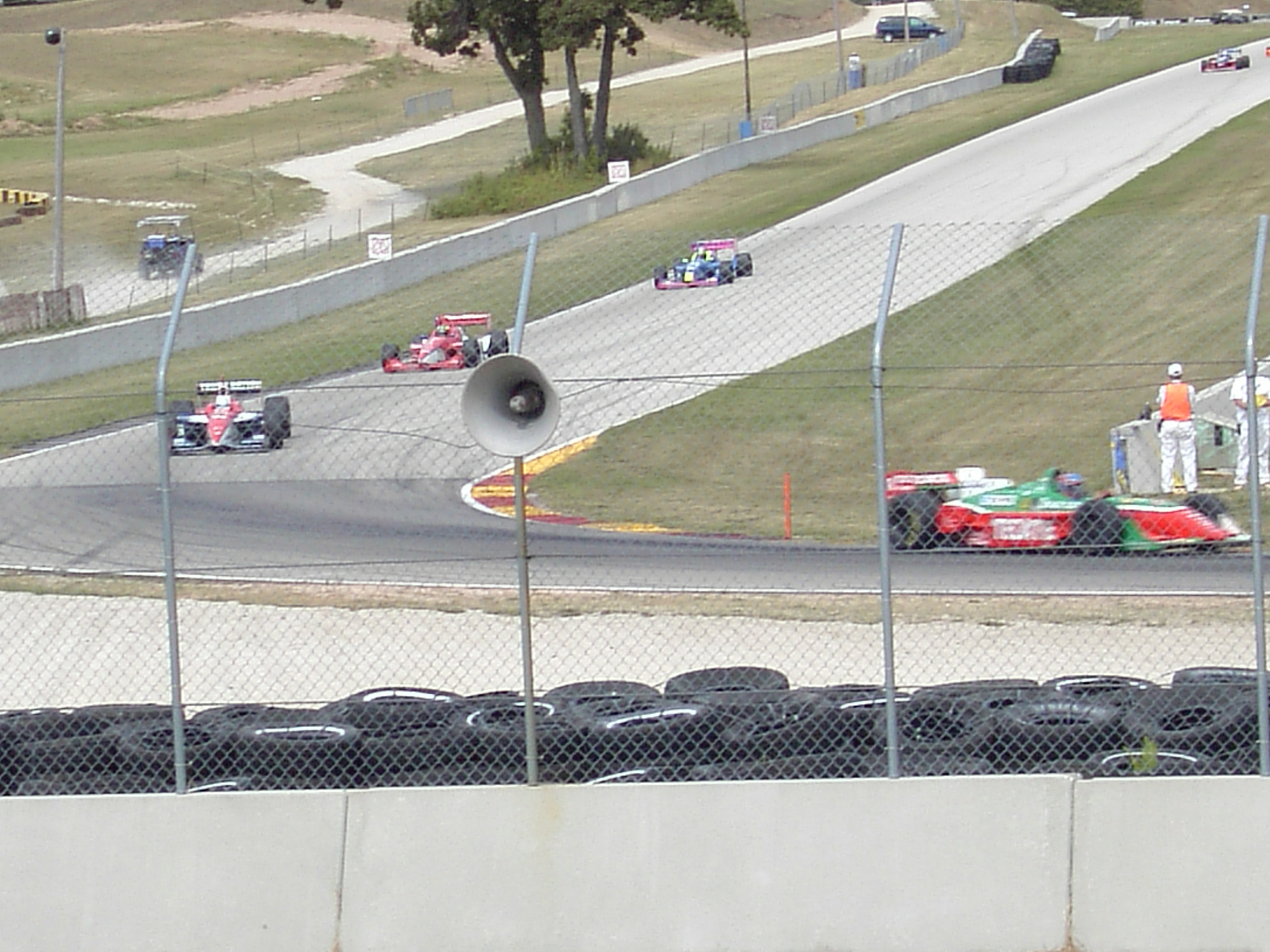
Indy 2007
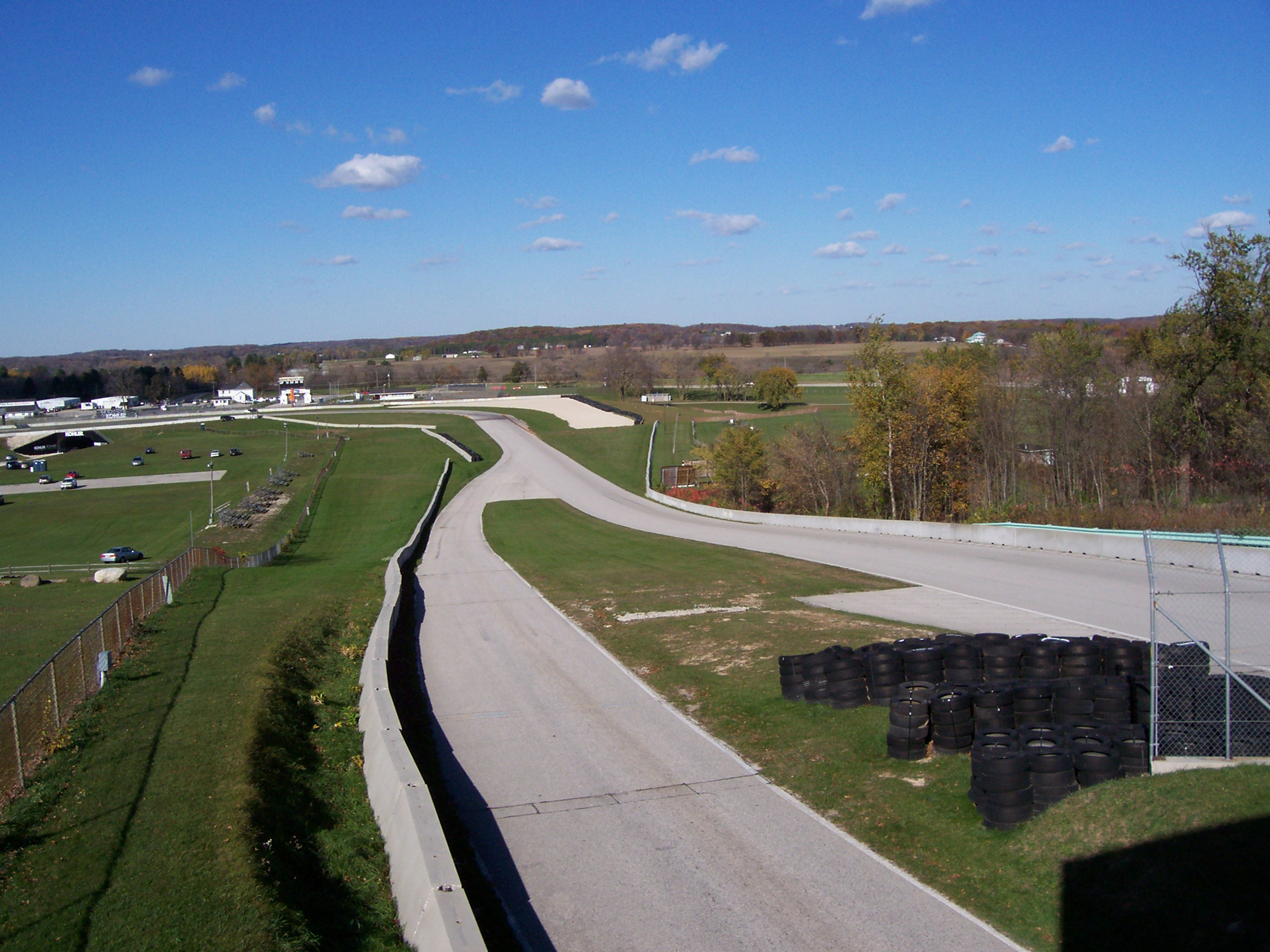
Vue élargie
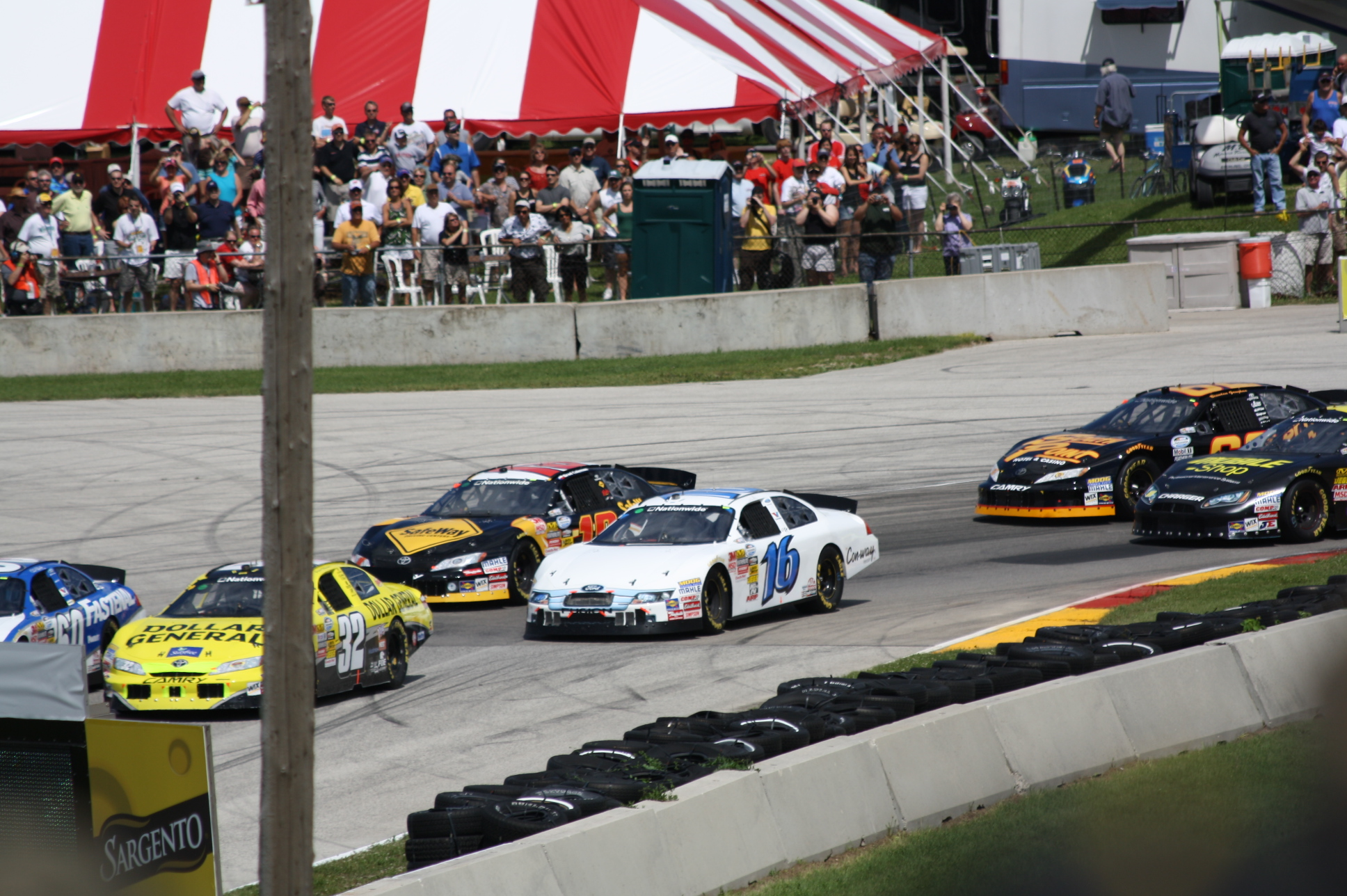
Voitures d'Xfinity en 2010.